# Édouard Manet
Édouard Manet  23. januar 1832 - 30. april 1883) je bil francoski modernistični slikar. Bil je eden od prvih umetnikov iz 19. stoletja, ki je slikal sodobno življenje in ključno osebnost pri prehodu iz realizma v impresionizem.
Rojen v družini višjega razreda z močnimi političnimi povezavami, je Manet zavrnil prihodnost, ki mu je bila prvotno namenjena in se znašel v svetu slikarstva. Njegovi zgodnji mojstrovini, Zajtrk na travi (Le déjeuner sur l'herbe) in Olympia (1863), sta povzročili veliko polemik in služili kot zbirališče mladih slikarjev, ki bodo ustvarili impresionizem. Danes so to prelomne slike, ki označujejo začetek moderne umetnosti. Zadnjih 20 let življenja se je Manet povezal z drugimi velikimi umetniki tistega časa in razvil svoj lasten slog, ki bi ga napovedali kot inovativnega in je pomembno vplival na bodoče slikarje.

## Zgodnje življenje
Édouard Manet se je rodil 23. januarja 1832 v Parizu, v hôtel particulier (dvorcu) na rue des Petits Augustins (zdaj rue Bonaparte), bogati in dobro povezani družini . Njegova mati, Eugénie-Desirée Fournier, je bila hči diplomata in hčerke švedskega kronskega princa Karla Bernadotta, od katerega so izšli švedski monarhi. Njegov oče, Auguste Manet, je bil francoski sodnik, ki je pričakoval, da bo Édouard nadaljeval njegovo poklicno kariero. Njegov stric Edmond Fournier ga je spodbudil, naj nadaljuje s slikarstvom in je mladega Maneta odpeljal v Louvre. Leta 1841 se je vpisal v srednjo šolo Collège Rollin. Leta 1845 se je po nasvetu svojega strica Manet vpisal na poseben tečaj risanja, kjer se je srečal z Antoninom Proustom, bodočim ministrom za likovno umetnost in poznejšim prijateljem.
Po očetovem predlogu je leta 1848 odplul na šolski ladji v Rio de Janeiro. Po dvakratnem neuspehu na  testu, da bi se pridružil francoski mornarici , je njegov oče popustil njegovi želji po umetniškem izobraževanju. Od leta 1850 do 1856 je študiral pri akademskem slikarju  Thomasu Coutureu s katerim je bil veliko krat v konfliktu, zaradi različnih umetniških idej. Manet je veljal za raztresenega, trmastega in tudi lenega učenca, hkrati je bil tudi nediscipliniran, vendar marljiv. V prostem času je Manet prerisoval stare mojstre v Louvru. V Coutureajevi šoli je ostal do leta 1856. V tem času se je naučil, kaj je slikarska obrt in razvil svoj umetniški slog slikanja.
Med letoma 1853 in 1856 je Manet obiskal Nemčijo, Italijo in Nizozemsko, v tem času pa je bil pod vplivom nizozemskega slikarja Fransa Halsa in španskih umetnikov Diega Velázqueza in  Goye.

## Kariera
Leta 1856 je Manet odprl studio. Njegov slog v tem obdobju so zaznamovale ohlapne poteze krtačk, poenostavitev podrobnosti in zatiranje prehodnih tonov. Sprejel je trenutni slog realizma, ki ga je sprožil Gustave Courbet, naslikal je Pivca absinta (1858–59) in druge sodobne teme, kot so berači, pevci, cigani, ljudje v kavarnah in bikoborbe. Po svoji zgodnji karieri je redko slikal verske, mitološke ali zgodovinske predmete; primeri so njegov Zasmehovani Kristus, zdaj v Umetniškem inštitutu v Čikagu, in Kristus z angeli, v Metropolitanskem muzeju umetnosti, New York. Leta 1861 je imel na Salonu razstavljeni dve platni. Portret matere in očeta, ki je bil takrat paraliziran in oropan govora zaradi kapi, so kritiki slabo sprejeli. Španski pevec, drugo platno je občudoval Theophile Gautier, ki ga je postavil na bolj vidno mesto zaradi svoje priljubljenosti med obiskovalci Salona. Manetova dela, ki so se v primerjavi z natančnim slogom toliko drugih slik Salona zdela »rahlo površna«, so zanimala nekatere mlade umetnike. Španski pevec, naslikan na »čudno nov način [-] je povzročil, da so se mnoge slikarske oči odprle in njihove čeljusti povesile«. 

### Koncert v tuilerijskem parku
Koncert v tuilerijskem parku je zgodnji primer Manetovega slikarskega sloga. Navdihnjen s Halsom in Velázquezom, je znanilec njegovega vseživljenjskega zanimanja za predmet prostega časa.
Medtem ko so sliko nekateri ocenili kot nedokončano, je narisano ozračje pomenilo občutek, kakšni so bili takratni vrtovi v Tuileriejah; lahko si predstavljate glasbo in pogovor.
Tukaj je Manet upodobil svoje prijatelje, umetnike, avtorje in glasbenike, ki sodelujejo, med predmete pa je vključil tudi avtoportret.

### Zajtrk na travi (Le déjeuner sur l'herbe)
Najpomembnejše zgodnje delo je Zajtrk na travi (Le déjeuner sur l'herbe), prvotno Le Bain. Pariški salon ga je zavrnil za razstavo leta 1863, Manet pa se je strinjal, da ga razstavi na  Salonu zavrnjenih (Salon des Refusés]], ki je bila vzporedna razstava uradnemu Salonu, kot alternativna razstava v Palači des Champs-Elysée. Salon des Refusés je ustanovil cesar Napoleon III. kot rešitev za problematične razmere, ki so nastale, ko je izbirni odbor Salona tisto leto zavrnil 2783 slik od okoli 5000. Vsak slikar se je lahko odločil ali bo izkoristil priložnost za razstavo na Salonu zavrnjenih in manj kot 500 zavrnjenih slikarjev se je odločilo za to.
Manet je delal z modelom Victorine Meurent, njegovo ženo Suzanne, bodočim svakom Ferdinandom Leenhoffom in enim od njegovih bratov. Meurent je pozirala še na nekaj pomembnih slikah, vključno z Olympio; sredi 1870-ih letih je postala samostojna slikarka.
Slika povsem oblečenih moških in golih žensk je bila kontroverzna, prav tako pa tudi slikanje, ki je podobno skici, kar je novost, ki je odlikovala Maneta iz Courbeta. Istočasno pa Manetova kompozicija razkriva njegovo študijo starih mojstrov, saj je razporeditev glavnih likov izpeljana iz gravure Parisova sodba Marcantonia Raimondija (ok. 1515), ki temelji na Rafaelovi risbi.
Dve dodatni deli, ki jih znanstveniki navajajo kot pomemben precedens za Le déjeuner sur l'herbe, sta Podeželski koncert (okoli 1510, Louvre) in Nevihta (Gallerie dell'Accademia, Benetke), ki sta različno pripisani italijanskima renesančnima mojstroma  Giorgioneju ali Tizianu. Nevihta je skrivnostna slika, v kateri sta popolnoma oblečen moški in gola ženska v podeželskem okolju. Človek stoji na levi in gleda v stran, očitno proti ženski, ki sedi in doji otroka; odnos med obema figurama je nejasen. Na Podeželskem koncertu sta na travi sedela dva oblečena moška, ki se ukvarjata z glasbo in gola ženska, ob njej pa stoji druga gola ženska.

### Olympia
Kot v Zajtrku na travi, je Manet ponovno parafraziral spoštovano delo renesančnega umetnika na sliki Olympia (1863), ki je predstavljena v slogu, ki spominja na zgodnje studijske fotografije, čigava pozicija je temeljila na Tizianovi Urbinska Venera ( 1538). Slika spominja tudi na sliko Francisca Goye Gola maja (1800).
Manet se je lotil platna po tem ko je bil izzvan, da Salonu ponudi sliko akta. Njegovo edinstveno odkrito upodobitev samozavestne prostitutke je sprejel pariški Salon leta 1865, in ustvaril škandal. Po Antoninu Proustu, »so samo s previdnostnimi ukrepi, ki jih je sprejela uprava, s strani užaljenih gledalcev preprečili prebijanje in raztrganje slike« . Slika je bila sporna delno zato, ker gola nosi nekaj majhnih oblačil, kot so orhideja v laseh, zapestnica, trak okoli vratu in copati, ki so poudarjali njeno nagost, spolnost in udobno kurtizansko življenje. Orhideja, spete lase, črna mačka in šopek cvetja so bili vsi znani simboli spolnosti v tistem času. To moderno telo Venere je suho, v nasprotju s prevladujočimi standardi; pomanjkanje idealizma na sliki je bolel gledalce. Ploskost slike, ki jo navdihuje japonska umetnost lesenih blokov, služi, da postane akt bolj človeški in manj čustven. Predstavljena je popolnoma oblečena črna služabnica, ki izkorišča takratno teorijo, da so bili črni ljudje hiperseksualni. To, da služabnica nosi obleko kurtizani, pospešuje spolno napetost dela.
Olimpijino telo, pa tudi njen pogled, je nespametno konfrontacijski. Gleda naravnost, kako njen služabnik ponuja cvetje enemu od njenih moških obiskovalcev. Čeprav se njena roka naslanja na nogo, skriva njeno sramno področje, je omemba tradicionalne ženske vrline ironična; pojem skromnosti v tem delu ni znan. Sodobni kritik je obsodil Olimpijino "nesramno upognjeno" levo roko, ki se mu je zdela posmeh sproščene, zaščitne roke Tizianove Venere.  Prav tako je opozorilna črna mačka ob vznožju postelje udarila spolno uporno noto, v nasprotju s tisto, ki jo je imel speči pes v Tizianovi podobi boginje v njegovi Veneri iz Urbina.
Olympia je bila predmet karikatur v popularnem tisku, vendar jo je zagovarjala francoska avantgardna skupnost, pomembnost slike pa so cenili umetniki, kot so Gustave Courbet, Paul Cézanne, Claude Monet in kasneje Paul Gauguin.
Kot pri Zajtrku na travi je slika sprožila vprašanje prostitucije v sodobni Franciji in vloge žensk v družbi.

### Življenje in čas
Po smrti njegovega očeta leta 1862 se je Manet leta 1863 poročil z Suzanne Leenhoff. Leenhoffova je bila dve leti učiteljica klavirja, bila je rojena na Nizozemskem, z njo je imel približno deset let romantično zvezo. Leenhoffova je bila sprva zaposlena pri Manetovem očetu Augustu, da bi učila Maneta in njegovega mlajšega brata klavir. Morda je bila tudi Augustova ljubica. Leta 1852 je Leenhoffova izven zakonske zveze rodila sina Leona Koella Leenhoffa. Med ostalimi slikami je Manet naslikal svojo ženo tudi na sliki Branje.
Enajstletni Leon Leenhoff, čigar oče je bil morda eden od Manetov, je pogosto poziral Manetu. Najbolj znano je, da je predmet slike Deček, ki nosi meč iz leta 1861 (Metropolitan Museum of Art, New York). Pojavi se tudi kot deček, ki nosi pladenj v ozadju slike Balkon .
Spoznal se je z impresionisti Edgarjem Degasom, Claudom Monetom, Pierre-Augustejom Renoirjem, Alfredom Sisleyem, Paulom Cézannom in Camilleom Pissarrom preko druge slikarke Berthe Morisot, ki je bila član skupine in ga pritegnila v njihove dejavnosti. Domnevna pranečakinja slikarja Jean-Honoréa Fragonarda, Morisot, je svojo prvo sliko razstavila v Salonu v Parizu leta 1864 in je razstavljala še deset let.
Manet je postal prijatelj in sodelavec Berthe Morisot leta 1868. Zaslužna je, da je prepričala Maneta, naj sprejme pleneristično slikanje, ki ga je vadila, ko ji ga je predstavila druga njena prijateljica Camille Corot. Imeli so vzajemen odnos in Manet je v svoje slike vključil nekaj teh tehnik. Leta 1874 je postala njegova snaha, ko se je poročila z bratom Eugènom.
Eden od Manetovih pogostih modelov na začetku osemdesetih let 19. stoletja, je bil "semimondaine" Méry Laurent, ki je pogosto pozirala različnim impresionistom.
V nasprotju z osrednjo impresionistično skupino je Manet trdil, da bi si sodobni umetniki morali prizadevati za razstavo na pariškem Salonu, namesto da bi ga opustili v korist neodvisnih razstav. Ko je bil Manet izključen iz mednarodne razstave 1867, je postavil svojo razstavo. Njegova mama je skrbela, da ni zapravil vse svoje dediščine na tem projektu, kar je bilo zelo drago. Medtem ko si je razstava prislužila slabe kritike glavnih kritikov, je zagotovila tudi prve stike z več bodočimi impresionističnimi slikarji, vključno z Degasom.
Septembra leta 1870 je bil vpoklican v vojsko, zaradi francosko-pruske vojne. Tri mesece kasneje je postal poročnik v nacionalni gardi. 1871, ko Francija in Nemčija skleneta premirje, Maneta Pariška komuna izvoli v Zvezo umetnikov. Ob vrnitvi v Pariz, Manet najde svoj atelje razdejan.
Čeprav je njegovo delo vplivalo in prredvidevalo impresionistični slog, se je upiral vključevanju v impresionistične razstave, deloma zato, ker ni želel, da bi ga videli kot predstavnika skupinske identitete, delno zato, ker je raje razstavljal na Salonu. Eva Gonzalès, hči romanopisca Emmanuela Gonzalèsa, je bila njegov edini formalni študent.
Na njega so vplivali impresionisti, zlasti Monet in Morisot. Njihov vpliv je viden v Manetovi uporabi svetlejših barv: po začetku 1970-ih je manj uporabljal temno ozadje, vendar je ohranil svojo značilno uporabo črne barve, ki ni značilna za impresionistično slikarstvo. Slikal je številne zunanje (plein air) slike, vendar se je vedno vrnil v to, kar je imel za resno delo v studiu.
Manet je imel tesno prijateljstvo s skladateljem Emmanuelom Chabrierjem, ko je naslikal dva njegova portreta; glasbenik je imel v lasti 14 Manetovih slik in svoj Impromptu posvetil Manetovi ženi .
Skozi vse svoje življenje, čeprav se je upiral umetnostnim kritikom, je Manet lahko štel za svojega prvaka Émila Zolaja, ki ga je javno podprl v tisku, Stéphana Mallarméja in Charlesa Baudelairja, ki sta ga izzvala, da je upodabljal življenje. Manet je nato vsakega izmed njih narisal ali naslikal.

### Prizori iz kavarn
Manetove slike kavarn so opazovanje družbenega življenja v Parizu 19. stoletja. Ljudje so upodobljeni, pijejo pivo, poslušajo glasbo, se spogledujejo, berejo ali čakajo. Mnoge od teh slik so temeljile na skicah, ki so bile izdelane na kraju samem. Pogosto je obiskal Brasserie Reichshoffen na boulevard de Rochechourt, kjer je leta 1878 delal sliko V kavarni. V baru je več ljudi, ena ženska pa se sooča z gledalcem, medtem ko drugi čakajo, da jih bodo postregli. Takšne upodobitve predstavljajo naslikan prikaz flâneurja. Ti so naslikani v slogu, ki je ohlapen, se sklicuje na Halsa in Velázqueza, vendar zajame razpoloženje in občutek pariškega nočnega življenja. Naslikani so posnetki boemstva, mestnih delovnih ljudi, pa tudi nekaj buržoazije.
V Pivci piva ženska uživa svoje pivo v družbi prijatelja. V Koncertu v kavarni, ki je prikazan desno, prefinjeni gospod sedi v baru, medtem ko natakarica odločno stoji v ozadju in srka pijačo. V sliki Natakarica, služabnica za trenutek ustavi sedečega kadilca, ki kadi pipo, medtem ko je baletna plesalka, z rokami, ki se raztezajo, saj se bo kmalu obrnila, na odru v ozadju.
Manet je tudi sedel v restavraciji na aveniji de Clichy, ki se je imenovala Pere Lathuille's, ki je imela poleg jedilnice tudi vrt. Ena izmed slik, ki jih je ustvaril tukaj, je bila Chez le père Lathuille, v kateri človek pokaže nepovabljeno zanimanje za žensko, ki je blizu njega.
V Le Bon Bocku (1873) sedi velik, vesel, bradati mož s pipo v eni roki in kozarcem piva v drugi, gleda naravnost v gledalca.

### Slike družbenih dejavnosti
Manet je naslikal zgornji razred, ki uživa bolj formalne družbene dejavnosti. V Ples v maskah v operi Manet prikazuje živahno množico ljudi, ki uživajo v zabavi. Moški stojijo z visokimi klobuki in dolgimi črnimi oblekami, medtem ko se pogovarjajo z ženskami z maskami in kostumi. Na tej sliki je vključil portrete svojih prijateljev.
Njegova slika iz leta 1868, La Luncheon v studiu in je portret 16-letnega Léona Leenhoffa, je bila postavljena v jedilnici hiše Manet.
Manet je v svojem delu upodobil tudi druge priljubljene dejavnosti. V Dirke v Longchampu uporablja nenavadno perspektivo, s katero želi poudariti besno energijo dirkalnih konj, ki se nagibajo k gledalcu. V Drsalcih Manet prikazuje dobro oblečeno žensko v ospredju, medtem ko so drugi drsalci za njo. Vedno obstaja občutek aktivnega urbanega življenja, ki se nadaljuje za subjektom in se razteza zunaj okvira platna.
V Ogled mednarodne razstave se vojaki sprostijo, sedijo in stojijo, uspešni pari se pogovarjajo. Obstaja vrtnar, fant s psom, ženska na konju - skratka, vzorec razredov in starosti pariških ljudi.

### Vojna
Manetov odziv na sodobno življenje je vključeval dela, posvečena vojni, pri predmetih, ki jih lahko razumemo kot posodobljene interpretacije žanra "zgodovinskega slikarstva" . Prvo tovrstno delo je bila Bitka med ladjama Kearsarge in Alabama (1864), spopad na morju, znan pod imenom Bitka za Cherbourg iz ameriške državljanske vojne, ki se je odvijala pred francosko obalo in mu je bil lahko priča umetnik. 
Naslednje zanimanje je bila francoska intervencija v Mehiki; od leta 1867 do leta 1869 je Manet naslikal tri različice Usmrtitev cesarja Maksimilijana, dogodek, ki je vzbudil zaskrbljenost glede francoske zunanje in notranje politike. Več različic izvedbe je med največjimi Manetovimi slikami, ki kažejo, da je bila tema tista, ki jo je slikar obravnaval kot najpomembnejšo. Njegova tema je usmrtitev mehiških strelcev habsburškega cesarja, ki ga je namestil Napoleon III. V Franciji ni bilo dovoljeno prikazati niti slik, niti litografije teme. Kot obtožba o formaliziranem zakolu te slike spominjajo na Goyo in predvidevajo Picassovo Guernico. 
Januarja 1871 je Manet odpotoval v Oloron-Sainte-Marie v Pirenejih. V njegovi odsotnosti so njegovi prijatelji dodali njegovo ime "Fédération des artistes" (glej: Courbet) Pariške komune. Mogoče je Manet ostal izven Pariza, dokler se ni vrnil po semaine sanglante: v pismu Berthe Morisot v Cherbourg (10. junij 1871) piše: »Vrnili smo se nazaj v Pariz pred nekaj dnevi ...« (semaine sanglante – krvavi teden - se je končal 28. maja).
Zbirka grafik in risb Muzeja lepih umetnosti (Budimpešta) ima Manetov akvarel / gvaš Barikade, ki prikazuje povzetek usmrtitve komunarjev s strani Versaillesovih enot na podlagi litografije usmrtitve Maksimilijana. Podobno delo, Barikade (olje na vezan les), je v lasti zasebnega zbiratelja.
18. marca 1871 je pisal svojemu (konfederacijskemu) prijatelju Félixu Bracquemondu v Parizu o njegovem obisku v Bordeauxu, začasnem sedežu francoske narodne skupščine Tretje Francoske republike, kjer ga je Émile Zola predstavil na mestu: »Nikoli si nisem predstavljal, da Francijo bi lahko predstavljali takšni nepopustljivi stari bedaki, ne da bi pri tem izločili tistega malčka Thiersa ... »

### Pariz
Manet je v svojih delih upodobil številne prizore pariških ulic. Rue Mosnier pokrita z zastavami prikazuje rdeče, bele in modre zastave, ki pokrivajo stavbe na obeh straneh ulice; druga slika istega naslova ima enonožnega človeka, ki hodi s berglami. Ponovno upodobitev iste ulice, toda tokrat v drugačnem kontekstu, je Rue Mosnier s tlakovci, kjer moški popravljajo cesto, medtem ko se ljudje in konji premikajo mimo.
Železnica, znana pod imenom Gare Saint-Lazare, je bila naslikana leta 1873. Postavitev je urbana pokrajina Pariza konec 19. stoletja. S svojim najljubšim modelom v svoji zadnji sliki, slikarki, Victorine Meurent, ki je bila tudi model za Olympijo in Zajtrk na travi, sedi pred železno ograjo, drži psička in odprto knjigo v naročju. Poleg nje je deklica s hrbtom obrnjena proti slikarju, in gleda vlak.
Namesto da bi izbral tradicionalni naravni pogled kot ozadje za zunanjo sceno, se Manet odloči za železno rešetko, ki se »drzno razteza čez platno« . Edini dokaz vlaka je njegov bel oblak pare. V daljavi so vidne sodobne stanovanjske stavbe. Ta ureditev stisne ospredje v ozek fokus. Tradicionalna konvencija globokega prostora se ne upošteva.
Zgodovinarka Isabelle Dervaux je opisala sprejem, ki ga je ta slika dobila, ko je bila prvič razstavljena na uradnem pariškem Salonu leta 1874: »Obiskovalci in kritiki so ugotovili, da je njegova tema nerazumljiva, njena sestava neskladna in njena izvedba površna. Karikaturisti so se posmehovali Manetovi sliki, in samo nekateri so le nekaj priznali simbol modernosti, ki je poznan danes«.  Slika je trenutno v Narodni galeriji v Washingtonu, D.C. 
Manet je leta 1874 naslikal več čolnarskih predmetov. Čolnarjenje, zdaj v Metropolitanskem muzeju umetnosti, ponazarja v svoji zgoščenosti lekcije, ki se jih je Manet naučil iz japonskih tiskov in nenadna obrezovanje ob okvirju čolna in jadra prispeva k neposrednosti podobe. 
Leta 1875 je francoska izdaja knjige Edgarja Allana Poeta Krokar vsebovala litografije Maneta in prevod Mallarméja. 
Leta 1881 je francoska vlada pod pritiskom njegovega prijatelja Antonina Prousta podelila Manetu Red legije časti (Légion d'honneur). 

### Pozna dela
V njegovih 40. letih se je zdravje Maneta poslabšalo in razvil je hude bolečine in delno paralizo v nogah. Leta 1879 je začel prejemati tretmaje hidroterapije v zdravilišču blizu Meudona, ki naj bi izboljšali tisto, za kar je verjel, da je problem s cirkulacijo, v resnici pa je trpel za lokomotorno ataksijo, znanim stranskim učinkom sifilisa.  Leta 1880 je naslikal portret operne pevke Émilie Ambre kot Carmen. Ambre in njen ljubimec Gaston de Beauplan sta imela posestvo v Meudonu in organizirala prvo razstavo Manetove Usmrtitev cesarja Maksimilijana v New Yorku decembra 1879. 
V zadnjih letih je Manet naslikal številna majhna tihožitja sadja in zelenjave, kot so Šopek špargljev in Limona (obe 1880) . Svoje zadnje večje delo, Bar v Folies-Bergère (Un Bar aux Folies-Bergère), je zaključil leta 1882 in to leto razstavil v Salonu. Potem se je omejil na majhne formate. Njegove zadnje slike so bile rože v steklenih vazah.

## Smrt
Aprila 1883 so mu zaradi gangrene amputirali levo nogo zaradi zapletov zaradi sifilisa in revmatizma. Umrl je enajst dni pozneje, 30. aprila v Parizu. Pokopan je na pokopališču Passy v mestu. 

## Zapuščina
Manetova javna kariera je trajala od leta 1861, ko je prvič sodeloval v Salonu, do smrti leta 1883. Njegova obstoječa dela, ki sta jih leta 1975 katalogizirala Denis Rouart in Daniel Wildenstein, obsegajo 430 oljnih slik, 89 pastelov in več kot 400 del na papirju. 
Kljub temu, da so ga kritiki kritično obsojali, ker so prezrli pomanjkanje konvencionalne končne obdelave, so imela Manetova dela že od začetka oboževalce. Eden je bil Émile Zola, ki je leta 1867 zapisal: »Nismo navajeni, da vidimo takšne preproste in neposredne prevode resničnosti. Potem, kot sem rekel, obstaja tako presenetljivo elegantna nerodnost ... da je resnično očarljivo doživeti to svetlobno in resno sliko, ki naravo interpretira z nežno brutalnostjo«. 
Grobo naslikan slog in fotografska svetloba v Manetovih slikah je bila obravnavana kot posebej moderna in kot izziv za renesančna dela, ki jih je prepisal ali uporabil kot izvorni material. Zavrnil je tehniko, ki se jo je naučil v ateljeju Thomasa Coutureja, v katerem je bila slika narejena z zaporednimi plastmi barve na temno obarvani podlagi - v prid neposredni, alla prima metodi z neprozorno barvo na lahki podlagi. Ta metoda je v tistem času omogočala dokončanje slike v enem samem zamahu. Impresionisti so ga sprejeli in postali prevladujoča metoda slikanja v olju za generacije, ki so mu sledile. Manetova dela veljajo za »zgodnje moderno«, deloma zaradi neprozorne ploskosti njegovih površin, pogostih skicističnih prehodov in črnega obrobljanja figur, ki vse opozarjajo na površino slikovne ravnine in kakovost materiala barve.
Umetnostna zgodovinarka Beatrice Farwell pravi, da je bil Manet »splošno znan kot oče modernizma. S Courbetom je bil med prvimi, ki je resno tvegal z javnostjo, katere naklonjenost je iskal, prvi, ki je naredil alla prima slikarstvo kot standardno tehniko za oljno sliko in eden izmed prvih, ki je sprejel svobodo z renesančno perspektivo in ponudil »čisto sliko« kot vir estetskega užitka, bil je pionir, spet z Courbetom, v zavračanju humanistične in zgodovinske vsebine in delil z Degasom vzpostavitev sodobnega mestnega življenja kot sprejemljivega gradiva za visoko umetnost«. 

### Trg umetnin
Pozna Manetova slika, Le Printemps (1881), je bila prodana muzeju J. Paul Gettyja za 65,1 milijona dolarjev, kar je pomenilo nov rekord na dražbi za Maneta, in je presegel predprodajno oceno 25–35 milijonov dolarjev na Christie's 5. novembra 2014. Prejšnji avkcijski rekord je imela slika Avtoportret s paleto, ki je bila prodana za 33,2 milijonov dolarjev v Sotheby's 22. junija 2010. 

## Galerija
- Pivec pelinkovca
- Španjski pevec
- Presenečena nimfa
- Deček z mečem
- Lola iz Valence
- Gospodična Victorine kot espada
- Glasba na vrtovih
- Stari glasbenik
- Portret Victorine Meurent
- Olimpija
- Zajtrk na travi
- Mrtev Jezus z angeli
- Mrtev bikoborec
- Bitka bojnih ladij Kearsarge in Alabame
- Branje
- Bikoborba
- Ženska s papigo
- Piskač
- Ustrelitev cesarja Maksimilijana
- Portret Emila Zolaja
- Zajtrk v ateljeju
- Balkon
- Študija snega pri Petit-Montrouge
- Železnica
- Nana
- Porttret Stéphane Mallarmé